# محمدجواد عباسی
محمدجواد عباسی  (زاده ‎۸ اسفند ۱۳۷۳) بازیکن واترپلو اهل ایران است. از افتخارات وی میتوان به کسب مدال برنز در بازی‌های آسیایی ۲۰۱۸ اشاره کرد.